# ELTE Informatikai Kar
Az Eötvös Loránd Tudományegyetem Informatikai Kara 2003-ban jött létre, kiválva a Természettudományi Karból.

## Története
Az informatikusok képzése az ELTE-n a 2003-ban létrehozott Informatikai Karon folyik. A Természettudományi Karon 1972-ben indította útjára az első haza tudományegyetemi számítástechnikai szakemberképzést, a hároméves programozó matematikus szakot 60 fős évfolyamokkal. Már az első évfolyam olyan sikeres volt, hogy a legjobbak számára második lépcsőként 1975-ben létrejött a folytatás, a további két év alatt egyetemi diplomát adó programtervező matematikus szak is. Az elmúlt 35 évben körülbelül 2500-an végeztek programozóként, 1400-an megszerezték az egyetemi diplomát is. Az 1980-as évek elején indult el a képzés a számítástechnika-tanári szakon, nappali és levelező tagozaton is.

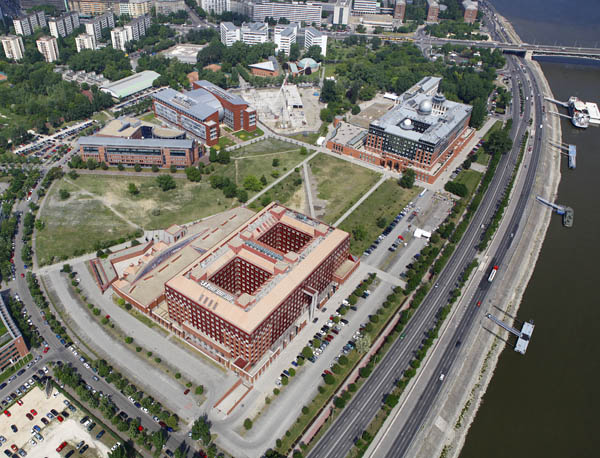
ELTE Lágymányosi kampusza a Pázmány Péter rakparton. Az Északi tömb 1994-1998 között, a Déli tömb 2001-ben készült el.

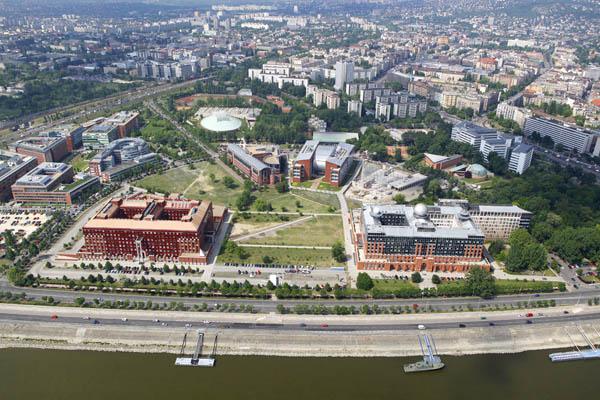
Az Informatikai Kar nagyrészt a déli épületben (balra) működik

A térképész szakon 1955-ös indítása óta 500 hallgató szerzett diplomát. Eleinte csak minden harmadik évben indult képzés, majd 1973-tól közös földtudományi alapképzéssel már évente volt lehetőség diplomaszerzésre. A képzés 1988-ban vált önállóvá.
Az Informatikai Tanszékcsoport (ITCS) 1984-ben jött létre a Numerikus és Gépi Matematikai Tanszék bázisán. A tanszékcsoporthoz a megalakulásakor két tanszék tartozott: a Numerikus Analízis Tanszék és az Általános Számítástudományi Tanszék. Az ITCS 1992-ben egészült ki a számítóközpont kutatógárdájának egy részével, s megalakult a Komputeralgebra Tanszék. 1996. augusztus 1-jén az Általános Számítástudományi Tanszékből új egységként kivált az Információs Rendszerek Tanszék, az Informatikai Szakmódszertani Csoport és az Informatikai Csoport.
Az ELTE Informatikai Kara 2003. szeptember 1-jén alakult meg a Természettudományi Kar Informatikai Tanszékcsoportja, illetve a Térképtudományi és Geoinformatikai Tanszék személyi állományából és infrastruktúrájából.

### Működése
A kar az Egyetem küldetésnyilatkozata alapján feladatának tekinti az informatikus szakember- és tanárképzést, valamint a térképész, és azon belül a geoinformatikus képzést. A 2005-ben kísérleti jelleggel, 2006-tól a Bolognai rendszer bevezetésével, hivatalosan is indított programtervező informatikus szak a 35 éve alapított programtervező matematikus szak „jogutódja”. Az új BSc szak folytatását képező MSc szakot 2008-ban indították el.
A képzés célja: a szakon olyan informatikus szakemberek képzése a cél, akik amellett, hogy szilárd elméleti alapokon nyugvó szakmai tudással rendelkeznek, bizonyos területeken napra kész tudásukkal programfejlesztési, informatikai rendszerfejlesztési és rendszer-üzemeltetési munkákban képesek sikerrel részt venni. A képzés - a korábbihoz képest - erősebb szakmai irányultságú és nagyobb hangsúlyt kap a gyakorlat.

## Szakirányok

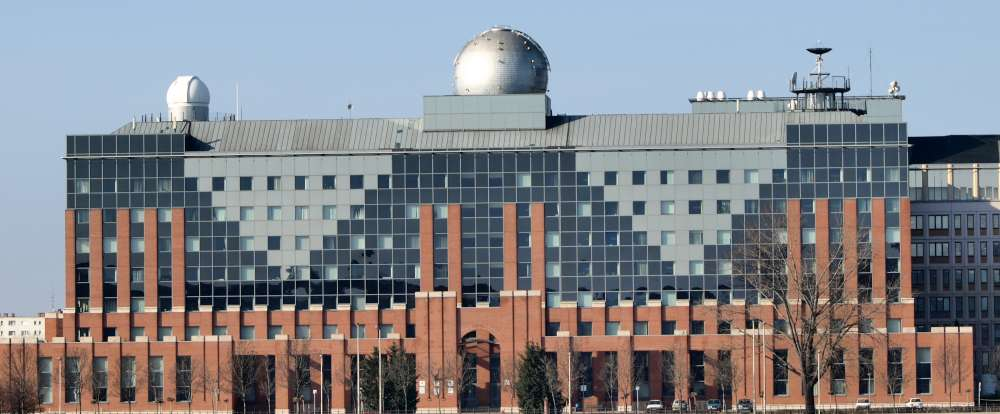
ELTE, Lágymányos, északi épület

A programtervező informatikus alapképzési szak a nappali tagozaton öt szakirányt (A, B, C, T1, T2) ajánl a hallgatóknak. A mindenki számára kötelező alapvető informatikai készségek mellett az egyes szakirányok további speciális készségek megszerzését teszik lehetővé. A képzési idő a nappali tagozaton minden szakirányon 6 félév (ajánlott tanterv szerint).
A modellező informatikus szakirányt ("A") azoknak a hallgatóknak ajánlják, akik matematikai modellek pontos megfogalmazását és numerikus, illetve szimbolikus számítási módszerek mélyebb ismeretét igénylő informatikai rendszerek tervezése és megvalósítása iránt érdeklődnek. A szakirány a gyakorlati készségek kialakítása mellett elsődleges céljának tekinti az informatikai mesterképzés megalapozását.
A szoftverfejlesztő informatikus szakirányt ("B") az összetett szoftverrendszerek tervezése iránt érdeklődő hallgatóknak javasolják, azoknak, akik a szoftverfejlesztés elméleti és gyakorlati módszereinek, eszközeinek alapos ismeretére törekszenek. A szakirány a gyakorlati készségek kialakítása mellett elsődleges céljának tekinti az informatikai mesterképzés megalapozását.
A szoftveralkalmazó informatikus szakirányra ("C") olyan hallgatókat várnak, akik az informatika alkalmazásának gyakorlati vonatkozásai iránt érdeklődnek, akik széles körű technológiai ismeretek megszerzése után kívánnak elhelyezkedni az informatika alkalmazásának legkülönbözőbb területein (például vállalati információs rendszerek, multimédia-alkalmazások stb.). Elsődlegesen közvetlenül az alapfokozat megszerzése utáni munkavállalást segíti elő a képzés, de lehetőség van a tanulmányok mesterképzésben való folytatására is.
A tanári szakirányokon ("T1" és "T2") olyan programtervező informatikus hallgatókat képeznek, akik az informatikus szakma mellett egy másik szakterületen is elmélyült ismereteket szereznek. A "T1" szakirányon az informatika a matematikával párosul. A "T2" szakirányon a javasolt választható szaktárgyak: biológia, fizika, földrajz, kémia, környezettan, technika, természetismeret, valamint az angol és német nyelvek. Ezek az ún. második (szakképzettség szakterületi ismeretei) a teljes képzés 180 kreditjéből 50 kreditet tesznek ki. A tanárszakra készülőknek 10 kredit értékben pedagógia-pszichológia modult is hallgatniuk kell. A tanári szakirányok a gyakorlati készségek kialakítása mellett elsődleges céljuknak tekintetik az informatikatanári mesterképzés megalapozását, de lehetőség van a tanulmányok programtervező informatikus mester képzésben való folytatására is. Az alapképzésben szerzett oklevél tanári szakirány elvégzése esetén sem jogosít fel tanításra.
A szakirányok ún. kimeneti követelmények, a szakirányválasztás a képzés során szabadon módosítható. A szakirányok közötti átjárás - a tantervi követelmények és a kreditelismerési szabályok keretei között - akadálymentes. Mindezek figyelembevételével azonban előírják a kezdeti szakirányválasztást.

## Dékánjai
- Kozma László (2002–2012)[1]
- Horváth Zoltán (2012–2022)
- Kozsik Tamás (2022–)[2]

## Kutatók
A következő lista az ismertebb kutatókat tartalmazza. Az ismertség a Google Tudós idézetek alapján lett megállapítva.
| Idézetek száma | Kutató                                                           |
| -------------- | ---------------------------------------------------------------- |
| 4000-5000      | Horváth Zoltán, Lőrincz András,                                  |
| 3000-4000      | Weisz Ferenc, Csuhaj-Varjú Erzsébet, Schipp Ferenc               |
| 2000-3000      |                                                                  |
| 1000-2000      | Tej Singh, Varga László Zsolt, Fülöp Ágnes, Jurij Sidor, Udo Bub |

(II = Informatikatudományi Intézet, TGI = Térképtudományi és Geoinformatikai Intézet, EEI = Egyetemi-Vállalati Együttműködési Intézet, SMI = Savaria Műszaki Intézet)

## Ismertebb oktatók
- Demetrovics János